# Mullvadssalamandrar
Mullvadssalamandrar (Ambystomatidae) är en familj bland stjärtgroddjuren med ett släkte, Ambystoma, och 32 arter, som finns i Nordamerika.
Mullvadssalamandrarna är medelstora till stora djur, den största arten, tigersalamandern, kan bli 34 cm lång. De är vanligtvis mörkt färgade i brunt eller svart, och har ofta någon form av ljus, kontrasterande teckning. Neoteni förekommer hos många arter, till exempel hos axolotlen, släktets troligtvis mest kända art. Med undantag av de neotena formerna är de flesta arterna landlevande. Släktet har fått sitt svenska namn av att många av de landlevande arterna är nattaktiva och tillbringar den ljusa delen av dygnet nergrävda antingen i egengrävda hålor eller gångar, eller gångar och bon som de övertagit från andra djur. 
Typiskt är ett brett huvud med små ögon. Hannar har vanligen en längre svans än honor. Flera arter har gula, orange eller vita fläckar på en mörk grundfärg. Före fortplantningen under våren vandrar flera mullvadssalamandrar över land. De rör sig vanligen på natten efter regnfall. I nordliga trakter börjar fortplantningen under sommaren. Hos arter med fullständig metamorfos varar den i två till tre år.
Fram till 2006 räknades även släktet Dicamptodon till familjen mullvadssalamandrar.

## Arter[5]
- Ambystoma annulatm tvärbandad mullvadssalamander
- Ambystoma cingulatum nätmönstrad mullvadssalamander
- Ambystoma gracile nordvästlig mullvadssalamander
- Ambystoma jeffersonianum Jeffersons mullvadssalamander
- Ambystoma laterale blåprickig mullvadssalamander
- Ambystoma macrodactylum långtåad mullvadssalamander
- Ambystoma maculatum gulfläckig mullvadssalamander
- Ambystoma mexicanum (neoten) axolotl
- Ambystoma opacum marmorerad mullvadssalamander
- Ambystoma tigrinum tigersalamander
- Ambystoma talpoideum mullvadssalamander

IUCN listar dessutom:
- Ambystoma altamirani
- Ambystoma amblycephalum
- Ambystoma barbouri
- Ambystoma bishopi
- Ambystoma bombypellum
- Ambystoma dumerilii
- Ambystoma flavipiperatum
- Ambystoma granulosum
- Ambystoma lermaense
- Ambystoma leorae
- Ambystoma mabeei
- Ambystoma mavortium
- Ambystoma ordinarium
- Ambystoma rivulare
- Ambystoma rosaceum
- Ambystoma silvense
- Ambystoma subsalsum
- Ambystoma taylori
- Ambystoma texanum
- Ambystoma velasci

IUCN listar fyra arter som akut hotad (CR) och sju arter som starkt hotad (EN).